# Simone Branca
Simone Branca (Busto Arsizio, 25 marzo 1992) è un calciatore italiano, centrocampista del Milan Futuro.

## Caratteristiche tecniche
Centrocampista mancino, possiede una buona tecnica di base e un buon tiro dalla lunga distanza, si dimostra abile nel verticalizzare il gioco e nel palleggio.

## Carriera
Cresciuto nel settore giovanile del Novara, il 17 luglio 2012 passa al Südtirol. Il 29 giugno 2015 si trasferisce all'Alessandria, con cui colleziona complessivamente 99 presenze, dimostrandosi uno dei migliori centrocampisti della terza serie. Il 26 gennaio 2018 viene ceduto al Vejle, club danese militante in 1. Division, fortemente voluto dal suo ex allenatore Adolfo Sormani. Al termine della stagione conquista la promozione in Superligaen, che mancava ai biancorossi da 9 anni. Il 6 luglio dello stesso anno viene acquistato dal Cittadella, facendo così ritorno in Italia. Il 23 dicembre seguente, segna la sua prima rete con la maglia granata nella partita pareggiata per 2-2 in casa contro il Perugia.
Il 3 febbraio 2025 lascia i veneti, dopo 233 presenze, per approdare in Serie C al Milan Futuro.

## Statistiche

### Presenze e reti nei club
Statistiche aggiornate al 17 maggio 2025.
| Stagione           | Squadra            | Campionato         | Campionato | Campionato | Coppe nazionali | Coppe nazionali | Coppe nazionali | Coppe continentali | Coppe continentali | Coppe continentali | Altre coppe | Altre coppe | Altre coppe | Totale | Totale |
| Stagione           | Squadra            | Comp               | Pres       | Reti       | Comp            | Pres            | Reti            | Comp               | Pres               | Reti               | Comp        | Pres        | Reti        | Pres   | Reti   |
| ------------------ | ------------------ | ------------------ | ---------- | ---------- | --------------- | --------------- | --------------- | ------------------ | ------------------ | ------------------ | ----------- | ----------- | ----------- | ------ | ------ |
| 2012-2013          | Südtirol           | 1D                 | 29         | 1          | CI+CI-LP        | 0               | 0               | -                  | -                  | -                  | -           | -           | -           | 29     | 1      |
| 2013-2014          | Südtirol           | 1D                 | 24+4       | 2          | CI+CI-LP        | 2+0             | 0               | -                  | -                  | -                  | -           | -           | -           | 30     | 2      |
| 2014-2015          | Südtirol           | LP                 | 27         | 1          | CI+CI-LP        | 2+0             | 0               | -                  | -                  | -                  | -           | -           | -           | 29     | 1      |
| Totale Sudtirol    | Totale Sudtirol    | Totale Sudtirol    | 84         | 4          |                 | 4+0             | 0               |                    | -                  | -                  |             | -           | -           | 88     | 4      |
| 2015-2016          | Alessandria        | LP                 | 33+1       | 3          | CI+CI-LP        | 8+1             | 0               | -                  | -                  | -                  | -           | -           | -           | 43     | 3      |
| 2016-2017          | Alessandria        | LP                 | 28+6       | 1          | CI+CI-LP        | 2+1             | 0               | -                  | -                  | -                  | -           | -           | -           | 37     | 1      |
| 2017-gen. 2018     | Alessandria        | C                  | 16         | 0          | CI+CI-C         | 2+1             | 0               | -                  | -                  | -                  | -           | -           | -           | 19     | 0      |
| Totale Alessandria | Totale Alessandria | Totale Alessandria | 84         | 4          |                 | 12+3            | 0               |                    | -                  | -                  |             | -           | -           | 99     | 4      |
| gen.-giu. 2018     | Vejle              | 1D                 | 14         | 0          | CD              | 0               | 0               | -                  | -                  | -                  | -           | -           | -           | 14     | 0      |
| 2018-2019          | Cittadella         | B                  | 34+4       | 1          | CI              | 2               | 0               | -                  | -                  | -                  | -           | -           | -           | 40     | 1      |
| 2019-2020          | Cittadella         | B                  | 32+1       | 0          | CI              | 2               | 0               | -                  | -                  | -                  | -           | -           | -           | 35     | 0      |
| 2020-2021          | Cittadella         | B                  | 32+4       | 1          | CI              | 1               | 0               | -                  | -                  | -                  | -           | -           | -           | 37     | 1      |
| 2021-2022          | Cittadella         | B                  | 29         | 2          | CI              | 2               | 0               | -                  | -                  | -                  | -           | -           | -           | 31     | 2      |
| 2022-2023          | Cittadella         | B                  | 32         | 0          | CI              | 2               | 0               | -                  | -                  | -                  | -           | -           | -           | 34     | 0      |
| 2023-2024          | Cittadella         | B                  | 32         | 2          | CI              | 2               | 0               | -                  | -                  | -                  | -           | -           | -           | 34     | 2      |
| 2024-feb. 2025     | Cittadella         | B                  | 21         | 0          | CI              | 1               | 0               | -                  | -                  | -                  | -           | -           | -           | 22     | 0      |
| Totale Cittadella  | Totale Cittadella  | Totale Cittadella  | 212+9      | 6          |                 | 12              | 0               |                    | -                  | -                  |             | -           | -           | 233    | 6      |
| feb.-giu. 2025     | Milan Futuro       | C                  | 13+2       | 0          | CI-C            | 0               | 0               | -                  | -                  | -                  | -           | -           | -           | 15     | 0      |
| Totale carriera    | Totale carriera    | Totale carriera    | 412        | 14         |                 | 41              | 0               |                    | -                  | -                  |             | -           | -           | 443    | 14     |